# Promachus leontochlaenus
Promachus leontochlaenus är en tvåvingeart som beskrevs av Friedrich Hermann Loew 1871. Promachus leontochlaenus ingår i släktet Promachus och familjen rovflugor.
Artens utbredningsområde är Iran. Inga underarter finns listade i Catalogue of Life.